# ماکسی رایا
ماکسی رایا (به انگلیسی: Moxie Raia) با نام اصلی لورا رایا (به انگلیسی: Laura Raia) (زاده ۱۲ مهٔ ۱۹۹۰) خواننده، ترانه‌سرا آمریکایی است.